# 기효근
기효근(奇孝謹, 1542년~1597년)은 조선 중기의 무신으로 본관은 행주, 자는 숙흠(叔欽)이다. 임진왜란 당시 남해현령을 지내며 경상우수사 원균 휘하로 전쟁에 참여했다. 1597년에 질병을 이유로 관직에서 물러나 고향으로 돌아가는 길에 일본군을 만나 어머니와 함께 바다에 뛰어들어 자살했다.

## 대중 문화
2004년부터 2005년까지 KBS에서 방영한 사극 《불멸의 이순신》에서는 김기복이 기효근을 연기하였다.